# 米国全州道路交通運輸行政官協会
米国全州道路交通運輸行政官協会（べいこくぜんしゅうどうろこうつううんゆぎょうせいかんきょうかい、AASHTO; American Association of State Highway and Transportation Officials）は、高速道路の規格に関する基準設定機関であり、アメリカ合衆国の高速道路はすべてこの協会が設定する規格に則って設計及び建設されている。さらにこの協会は、高速道路だけでなく、航空、鉄道、海上、その他あらゆる公共交通機関に関する規格の設定も行っている。この協会の構成員は、アメリカ合衆国の運輸省および各州の運輸局である。カナダの各州や近隣諸外国も、この協会に加盟している。